# Фолис

Фолис е бронзова или медна монета сечена в късната Римска империя и след това във Византия. Монета с ниска стойност, възлизаща на 1/288 от златния солид или номизма.
Въвежда се от император Диоклециан вероятно около 294 г. сл. Хр. Първите фолиси са с голям размер и често са покрити с пласт от сребро, оловна или цинкова сплав. През 4 век фолисите се обезценяват, губят покритието, размера и теглото си, от около 27 мм в началото на века, до под 15 мм след Константин Велики, когато се издават в огромен тираж и днес рядко имат висока нумизматична стойност.
През 498 г. император Анастасий I отново въвежда голяма бронзова монета, наричана фолис, или 40 нумии. Различни разновидности и фракции на фолиса се секат от Византийската империя и през следващите векове.